# Genia Krassnig
Genia Krassnig, auch Genia Sophie Krassnig, (* 1991 in Magdalensberg, Österreich) ist eine österreichische Filmproduzentin.

## Leben
Krassnig ging 2009 an die University of Westminster, um den Bachelor in Film- und Fernsehproduktion zu erwerben. 2012 gab sie mit dem Kurzfilm Dogme Stride ihr Regiedebüt. Ab Oktober 2015 studierte sie im Masterstudiengang Produktion an der Filmuniversität Babelsberg. Die von ihr produzierten Kurzfilme Rest Stop, Bun Oven und Valentine wurden erfolgreich auf internationalen Festivals gezeigt und mit Preisen ausgezeichnet.
Mit Fünf Dinge, die ich nicht verstehe trat sie erstmals als Produzentin eines Spielfilms in Erscheinung, für den Krassnig mit dem Preis für Beste Produktion beim 15. Achtung Berlin – new berlin film award ausgezeichnet wurde. 2019 folgte der Dokumentarfilm Die Grube, der auf der Berlinale gezeigt und für den Glashütte Original – Dokumentarfilmpreis sowie den Teddy Award nominiert wurde. An der Serie Babylon Berlin ist sie seit 2017 als Junior-Producer beteiligt.

## Filmografie (Auswahl)
- 2012: Dogme Stride (Kurzfilm)
- 2014: Valentine (Kurzfilm)
- 2014: Bun Oven (Kurzfilm)
- 2014: Rest Stop (Kurzfilm)
- 2018: Fünf Dinge, die ich nicht verstehe
- 2019: Die Grube
- 2021: Wild Republic (Serie)
- 2022: Die Känguru-Verschwörung
- 2022: Der Scheich (Serie)
- 2023: Die Unschärferelation der Liebe